# Der schwarze Mönch (Tschechow)
Der schwarze Mönch  (russisch Черный монах, Transliteration Černyj monach) ist eine philosophische Novelle von Anton Pawlowitsch Tschechow.
Tschechow verfasste die Erzählung 1893 auf seinem Landgut in Melichowo (Oblast Moskau, Russland), in dem sich heute das Tschechow-Museum Melichowo befindet.

## Die Handlung
Andrei Wassiljewitsch Kowrin ist überanstrengt von seiner Arbeit an der Universität und besucht im Zuge seiner Rekonvaleszenz seinen Ziehvater Jegor Semjonowitsch Pessozkij und dessen Tochter Tanja. Auf deren Landgut wird sehr erfolgreich eine Gärtnerei betrieben, die den Lebensrhythmus der gesamten Familie prägt. Pessozkij ist aufbrausend, aber auch sehr herzlich; seine Tochter ist nicht minder labil, aber dennoch von freundlicher Wesensart. Kowrin setzt "dasselbe nervöse und unruhige Leben" fort, das ihn zuvor schon sehr gestresst hatte: Er arbeitet viel und schläft wenig. Dennoch fühlt er sich bei seiner Ziehfamilie wohl.
Als Kowrin sich an die alte Legende von einem schwarzen Mönch erinnert, begegnet dieser ihm auch sogleich bei einem Spaziergang in der Natur. Kowrin freut sich über diese Erscheinung, obwohl ihm durchaus in den Sinn kommt, dass er an Halluzinationen leiden müsse: "Aber ich fühle mich ja gut, ich tue niemandem Böses; an meinen Halluzinationen ist also nichts Übles, dachte er, und ihm wurde wieder wohl." In einer weiteren Begegnung bescheinigt der schwarze Mönch Kowrin gar, dass er ein begnadeter Mensch sei, dessen Ekstase ihn hervorhebe aus der Masse der Menschen. "Wenn du gesund und normal sein willst, so gehe zur Herde." Kowrin ist glücklich über sein Schicksal als auserwählter Mensch. Im weiteren Verlauf führt seine gesteigerte Lebensfreude dazu, dass er einen Streit zwischen Vater und Tochter schlichtet, in Gesellschaft brilliert wie kaum zuvor und Tanja gar einen Heiratsantrag macht.
Zwar herrscht bei den Pessozkijs häufig Stress und Streit und auch die Hochzeit ist nicht frei von Missstimmungen, Kowrin jedoch stört sich nicht daran. Er freut sich über sein Lebensglück, arbeitet mit großem Eifer und trifft sich regelmäßig (zweimal im Monat) mit dem schwarzen Mönch zu einem Gespräch.
Seine frisch angetraute Ehefrau wird jedoch bald Zeugin seiner Gespräche mit dem schwarzen Mönch und erkennt, dass Kowrin geisteskrank ist. Sie überredet ihn, sich in ärztliche Behandlung zu begeben. Kowrin lebt daraufhin gesund und hat auch keine Wahnvorstellungen mehr. Allerdings hat er auch seine Lebensfreude verloren. Er macht Tanja und ihrem Vater deshalb Vorwürfe: "Warum, warum habt ihr mich kuriert? (...) Ich war dabei, den Verstand zu verlieren, ich litt an Größenwahn, aber dafür war ich fröhlich, munter und sogar glücklich; ich war interessant und originell. Jetzt ward ich vernünftiger und solider, dafür aber so wie alle: ich bin jetzt Mittelmaß (...) Ich sah Halluzinationen, aber wen störte das? Ich frage: Wen störte das?"
Kowrins hat nun statt der Halluzinationen körperliche Beschwerden: Er leidet unter regelmäßigen Blutstürzen (zweimal im Monat). Seine berufliche Karriere als Professor muss er deshalb aufgeben. Bald ist seine Ehe dahin, er lebt stattdessen mit Warwara Nikolajewna zusammen, die ihn wie ein Kind behandelt. Als die beiden Urlaub auf der Krim machen, erhält Kowrin einen Brief von Tanja mit der Nachricht, dass ihr Vater tot sei, und gespickt mit Vorwürfen an ihn. Ein letztes Mal erscheint ihm der schwarze Mönch: "'Warum hast du mir nicht geglaubt?' fragte er vorwurfsvoll und blickte Kowrin freundlich an. 'Hättest du mir damals geglaubt, daß du ein Genie bist, dann hättest du diese beiden Jahre nicht so traurig und dürftig verbracht.'" Kowrin hat einen erneuten Blutsturz, ruft ein letztes Mal nach Tanja und stirbt. "(...) und sein Antlitz war in einem seligen Lächeln erstarrt."

## Deutschsprachige Ausgaben
- Anton Tschechow: Der schwarze Mönch. Novellen. Übersetzung aus dem Russischen von Richard Hoffmann. Paul Zsolnay Verlag, Wien 1926
- Anton Tschechow: Der schwarze Mönch. Erzählungen. Übersetzung aus dem Russischen von Johannes von Guenther. Verlag Philipp Reclam jun., (zuletzt) Leipzig 1989

## Hörspiele
Es sind diverse Hörspiele der Erzählung aufgenommen worden:
- 2000: Der schwarze Mönch – gelesen von Gert Westphal, Litraton Verlag
- 2007: Der schwarze Mönch – gelesen von Roman Knižka, Produzent: Argon / Edel Records
- 2007: Der schwarze Mönch – gelesen von Bodo Primus, Lagato Verlag

## Dramatisierungen
2022: Der schwarze Mönch – Thalia Theater (Hamburg), Regie Kirill Semjonowitsch Serebrennikow